# 25510 Донвінсент
25510 Донвінсент  (25510 Donvincent) — астероїд головного поясу, відкритий 7 грудня 1999 року.
Тіссеранів параметр щодо Юпітера — 3,530.